# Le Tertre-Saint-Denis
Le Tertre-Saint-Denis là một xã thuộc tỉnh Yvelines trong vùng Île-de-France miền bắc nước Pháp.